# Яда
Яда — река в России, протекает во Владимирской области. Устье реки находится в 36 км по правому берегу реки Судогда. Длина реки составляет 20 км, площадь водосборного бассейна — 292 км².
Исток реки находится в заболоченном лесу в 13 км к северо-востоку от города Судогда. В верхнем течении течёт на юг по ненаселённому лесу, в среднем течении принимает справа крупнейший приток — реку Передел и поворачивает на запад. На правом берегу реки здесь стоят деревни Старое Чубарово, Загорье, Новое Полхово. В нижнем течении входит на территорию заболоченной поймы, по берегам реки здесь расположены новые промышленные районы Судогды — Красный Химик и Новая Фабрика. Впадает в реку Судогду чуть ниже исторического центра города Судогда.

## Притоки (км от устья)
- 6,4 км: река Передел (лв)

## Данные водного реестра
По данным государственного водного реестра России относится к Окскому бассейновому округу, водохозяйственный участок реки — Клязьма от города Владимир до города Ковров, без реки Нерль, речной подбассейн реки — бассейны притоков Оки от Мокши до впадения в Волгу. Речной бассейн реки — Ока.
Код объекта в государственном водном реестре — 09010300912110000032868.